# Hazárové
Hazárové, někdy též Hazarasové, (Perština: هزاره) jsou národ, který obývá převážné centrální část Afghánistánu a severozápadního Pákistánu. Hazárové však v současné době také žijí v diasporách po celém světě. Jsou stoupenci šíitského islámu. V Afghánistánu jsou čtvrtým nejrozšířenějším etnikem. Jako jediný národ v Afghánistánu většinově vyznávají ší'itský islám, což z nichž činí častý terč diskriminace.